# سورسوگون
سورسوگون (Sorsogon) یکی از استان‌های کشور فیلیپین است. این استان بخشی از جزیرهٔ ویسایا به شمار می‌رود.
مرکز این استان شهر سورسوگون است. جمعیت آن حدود ششصد و پنجاه هزار نفر است. مساحت این استان دو هزار و صد و چهل کیلومتر مربع است .